# Åsgreina
Åsgrenda is een plaats in de Noorse gemeente Nannestad, fylke Akershus. Åsgrenda telt 614 inwoners (2007) en heeft een oppervlakte van 0,86 km².